# Microraptor
Microraptor (tiếng Hy Lạp, mīkros: "nhỏ"; Latinh, raptor: "kẻ cướp bóc") là một chi khủng long Dromeosauridae nhỏ. Nhiều mẫu hóa thạch được bảo quản tốt đã được phát hiện ở Liêu Ninh, Trung Quốc. Các mẫu vật này có niên đại từ đầu thành hệ Jiufotang kỷ Phấn Trắng (tầng Aptia), 125 đến 120 triệu năm trước. Ba loài đã được đặt tên (M. zhaoianus, M. gui, và M. hanqingi), tuy nhiên các nghiên cứu sâu hơn cho rằng tất cả mẫu vật chỉ thuộc một loài duy nhất. Cryptovolans, ban đầu được mô tả như một chi riêng, hiện thường được xem là danh pháp đồng nghĩa của Microraptor.
Giống như Archaeopteryx, Microraptor đã cung cấp bằng chứng quan trọng về quan hệ tiến hoá giữa chim và khủng long. Microraptor có lông tạo thành bề mặt khí động học ở hai tay, đuôi và đáng ngạc nhiên ngay ở hai chân. Điều này đã khiến Xu Xing (2003) mô tả nó là "khủng long 4 cánh".
Tiêu bản con lớn có chiều dài 42–83 cm, khối lượng 1 kg, Microraptor là một trong những khủng long nhỏ nhất mà người ta biết được đến nay. Ngoài cơ thể nhỏ ra, Microraptor còn là một trong những khủng long không biết bay được nhưng lại có cánh và lông vũ được biết đến.